# 東横浜駅

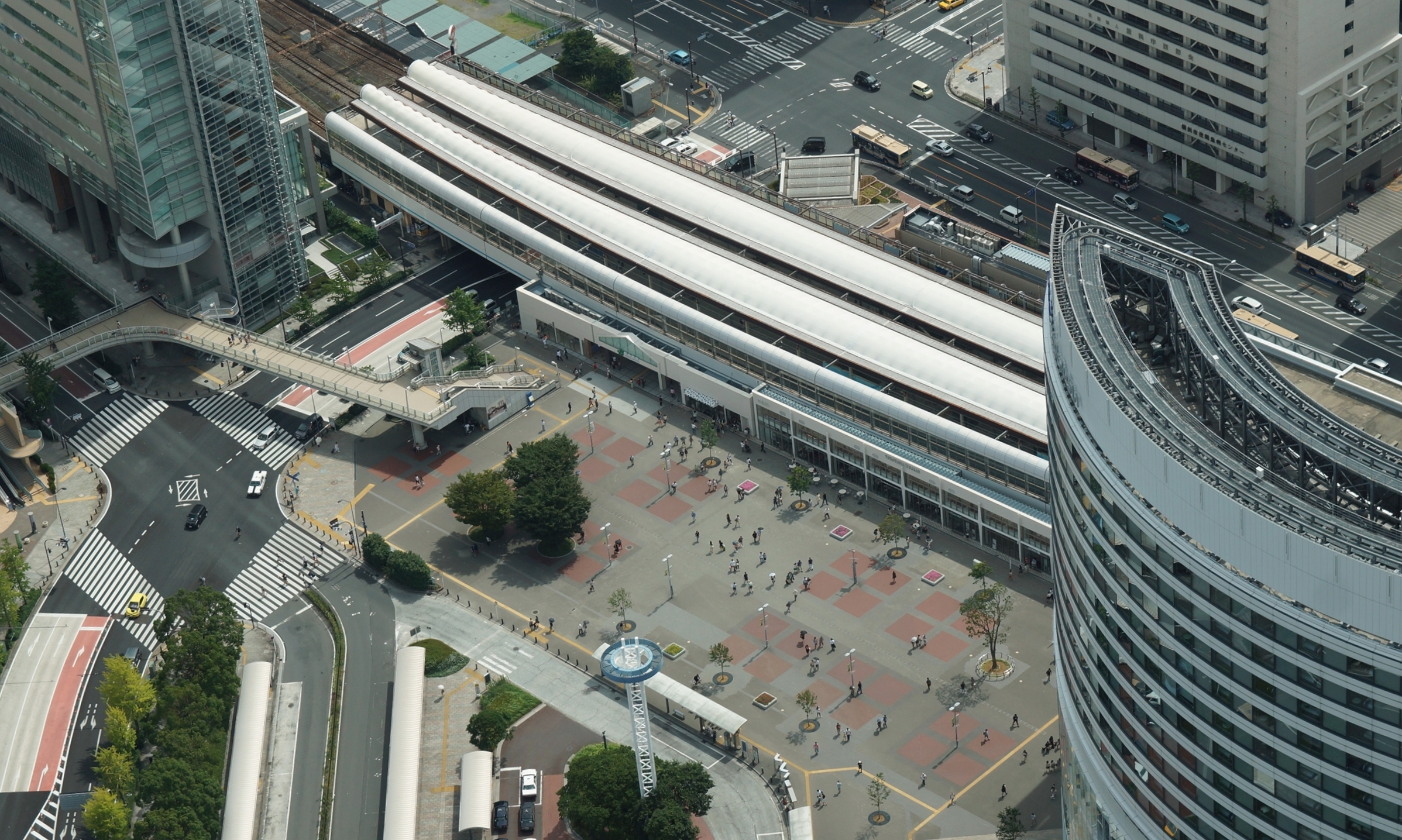
桜木町駅前広場として使用されている東横浜駅跡地。写真上部は桜木町駅。

東横浜駅（ひがしよこはまえき）は、かつて神奈川県横浜市西区桜木町1丁目にあった日本国有鉄道（国鉄）東海道本線貨物支線（通称横浜臨港線）の貨物駅（廃駅）である。

## 駅概要
桜木町駅の東側に隣接した地上駅であった。桜木町駅のうち、貨物扱いを行う部分を独立させた駅で、日本で最初の鉄道として新橋 - 横浜間が開通した際の横浜駅に相当する。横浜港における貨物取扱の拠点の一つだった。開業から廃止されるまで旅客営業は行っていなかったが、希に臨時列車が発着することがあった。
駅跡地は、桜木町駅前広場・桜木町駅前交通広場（バスターミナル）として使用されている。また当駅と横浜港新港埠頭に存在した横浜港駅までを結んだ路線は現在、「汽車道」として歩道化されている。

## 歴史
東横浜駅の位置には、新橋 - 横浜間開通の際の横浜駅が設置されていた。また構内には横浜機関庫も設置されていた。この横浜駅は、スイッチバック形式であったことから東海道本線の列車の運行上不都合であり、通過式配線の駅を設置できる位置に移転して2代目の横浜駅が1915年（大正4年）8月15日に開設された。これに合わせて初代横浜駅は桜木町駅に改称された。さらにその後桜木町駅への京浜線電車（後の京浜東北線）の運転準備が進み、12月30日に仮設線路で運転が開始された。この際に旧来の貨物扱いの設備を分離して、東横浜駅として独立開設された。

これ以前に、桜木町駅貨物設備から北に本線に沿って貨物線が伸ばされ、高島町に高島荷扱所が開設されていたが、東横浜駅の設置と同日に高島荷扱所も正式に高島駅となり、また高島 - 東横浜間の線路が複線化された。この時点で横浜港新港埠頭の横浜港荷扱所への貨物線も既に使用開始されており、1920年（大正9年）7月23日に横浜港駅となった。一方、東横浜駅構内に所在していた横浜機関庫は、1915年（大正4年）12月に高島駅構内へ移転し、高島機関庫となった。

その後、都市への人口集中の進展に伴って取り扱う貨物量が激増してきた。そこに1923年（大正12年）9月1日、関東大震災が発生し、東横浜駅も甚大な被害を受けた。その復興にあたっては、横浜周辺の貨物線の再整備が行われ、1929年（昭和4年）に新鶴見操車場が開業して、臨港線網も新鶴見操車場を核とする形態に移行した。

東横浜駅は、大東亜戦争（太平洋戦争、第二次世界大戦）での被害は少なく、終戦を迎えた。大戦後は連合軍が進駐し、東日本を占領した米軍第8軍の司令部が関内（現・中区海岸通）の横浜税関庁舎におかれたことから、司令部に近くかつ貨物駅で一般日本人旅客と接触することのない東横浜駅は、連合軍専用列車の運転によく使用された。北海道の札幌と結ぶ専用列車「ヤンキー・リミテッド」が一時期発着したほか、第8軍司令官専用列車「オクタゴニアン」の発着も行われていた。また、米軍は冷凍船で横浜港へ大量の食料品を持ち込み、これを冷蔵車に積んで全国の米軍基地に配送しており、東横浜駅がその冷蔵車配車の拠点となっていた。横浜市内の製氷業者が氷を東横浜駅に持ち込み、冷蔵車に積み込んだうえで横浜港駅の埠頭へ回送して、そこで食料品を積んで全国へ発送していた。
1962年（昭和37年）1月30日、高島と東横浜の間の線路が単線化された。これは高島から桜木町につなぐ貨物線を建設して根岸線へ貨物列車を乗り入れる準備のためであった。

その後は、トラックに侵食されて鉄道貨物輸送、特にヤード集結形式の輸送は衰退するようになっていった。国鉄では東海道貨物新線上の横浜市神奈川区羽沢町に1979年（昭和54年）10月1日、横浜羽沢駅を開設。これと同時に東横浜駅は廃止され、東横浜信号場がその位置に開設された。さらに1981年（昭和56年）1月29日に東横浜信号場と横浜港の間が単線化され、翌1月30日付で東横浜信号場も廃止となった。

また、当駅以外の横浜臨港線の貨物駅も順次、横浜羽沢駅にその役割を譲って廃止されていき、2022年（令和4年）現在、現存するのは東高島駅のみとなっている。

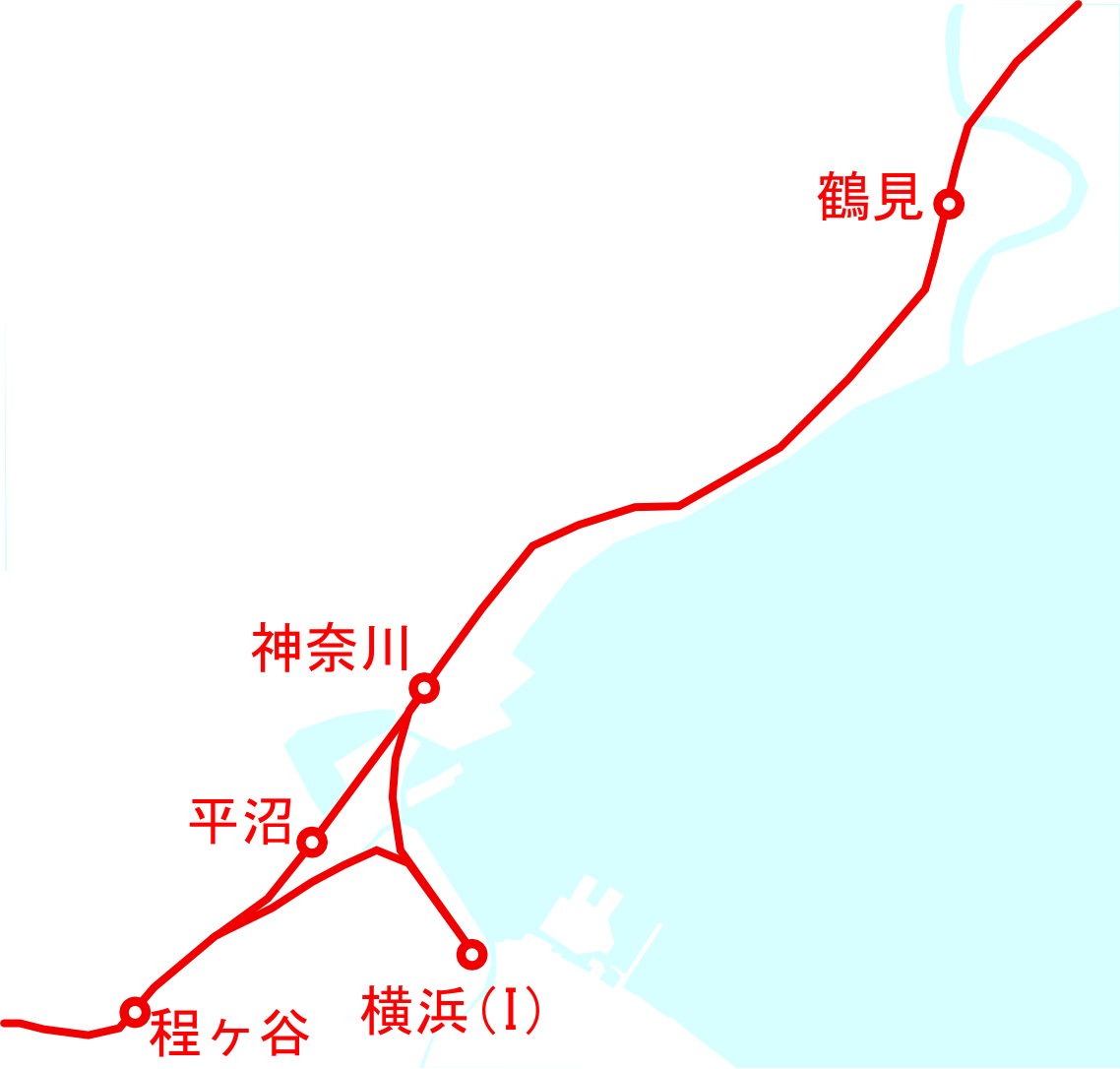
1906年頃の初代横浜駅付近
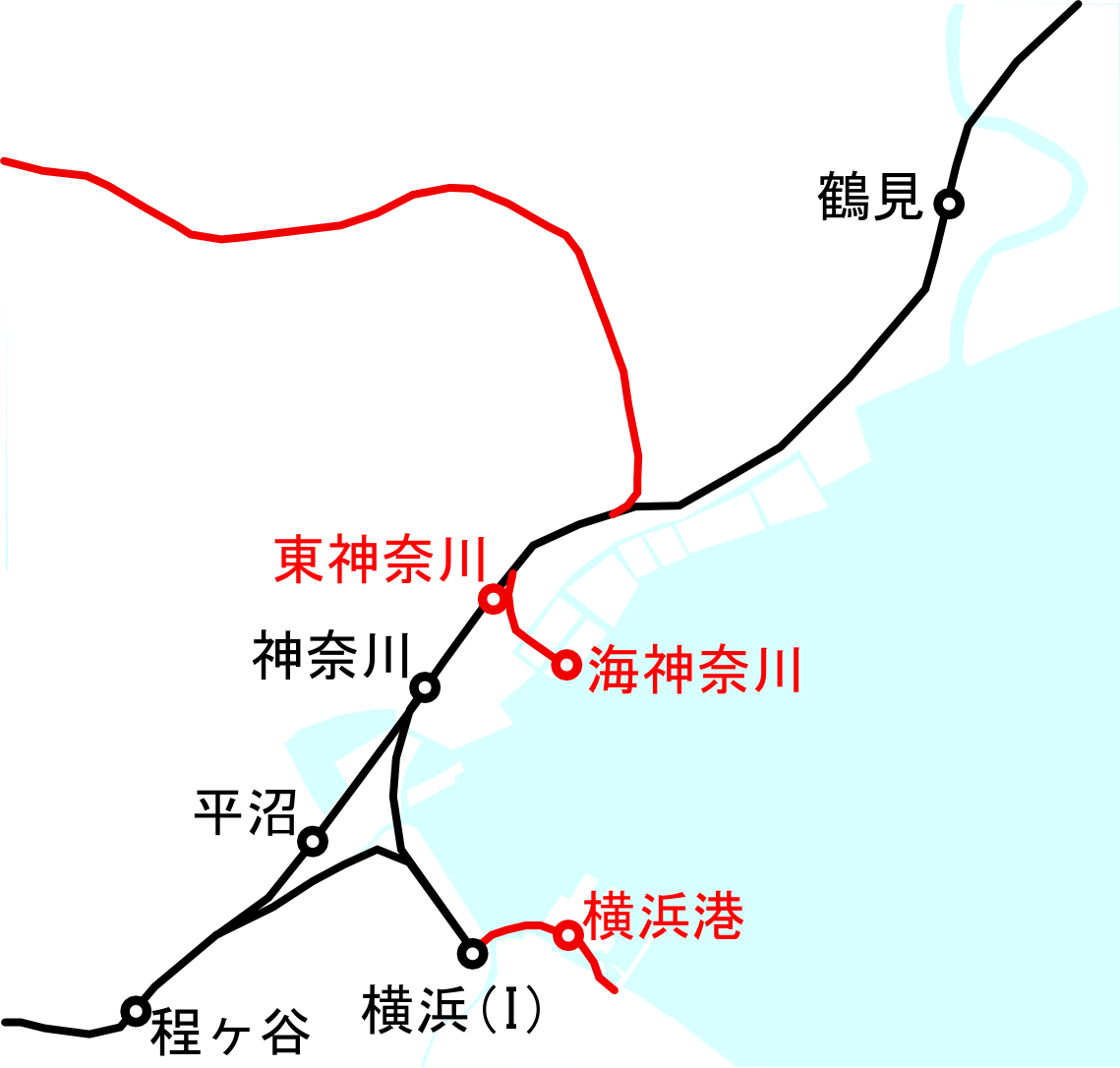
1912年頃の初代横浜駅付近
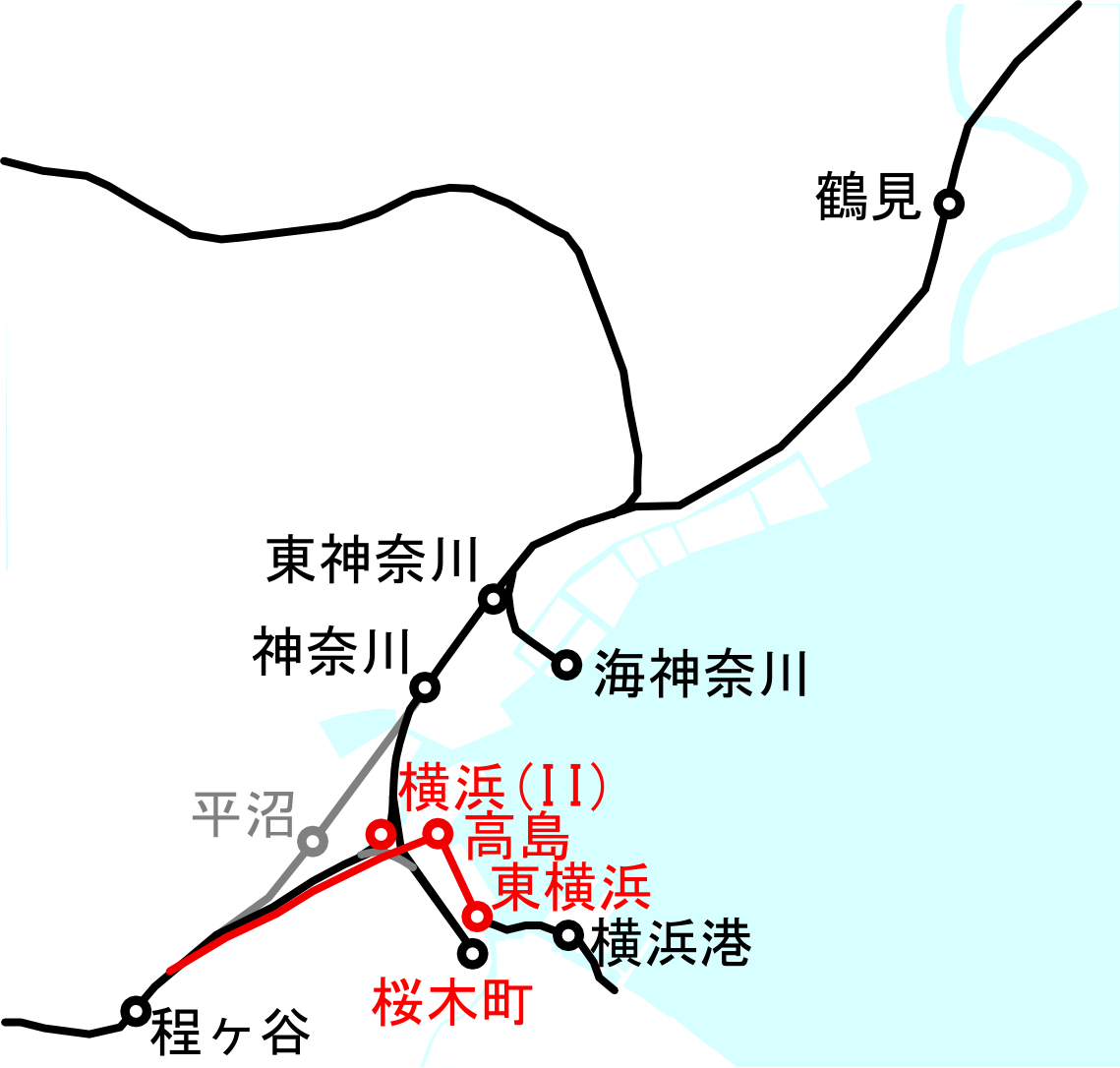
1916年頃の東横浜駅付近
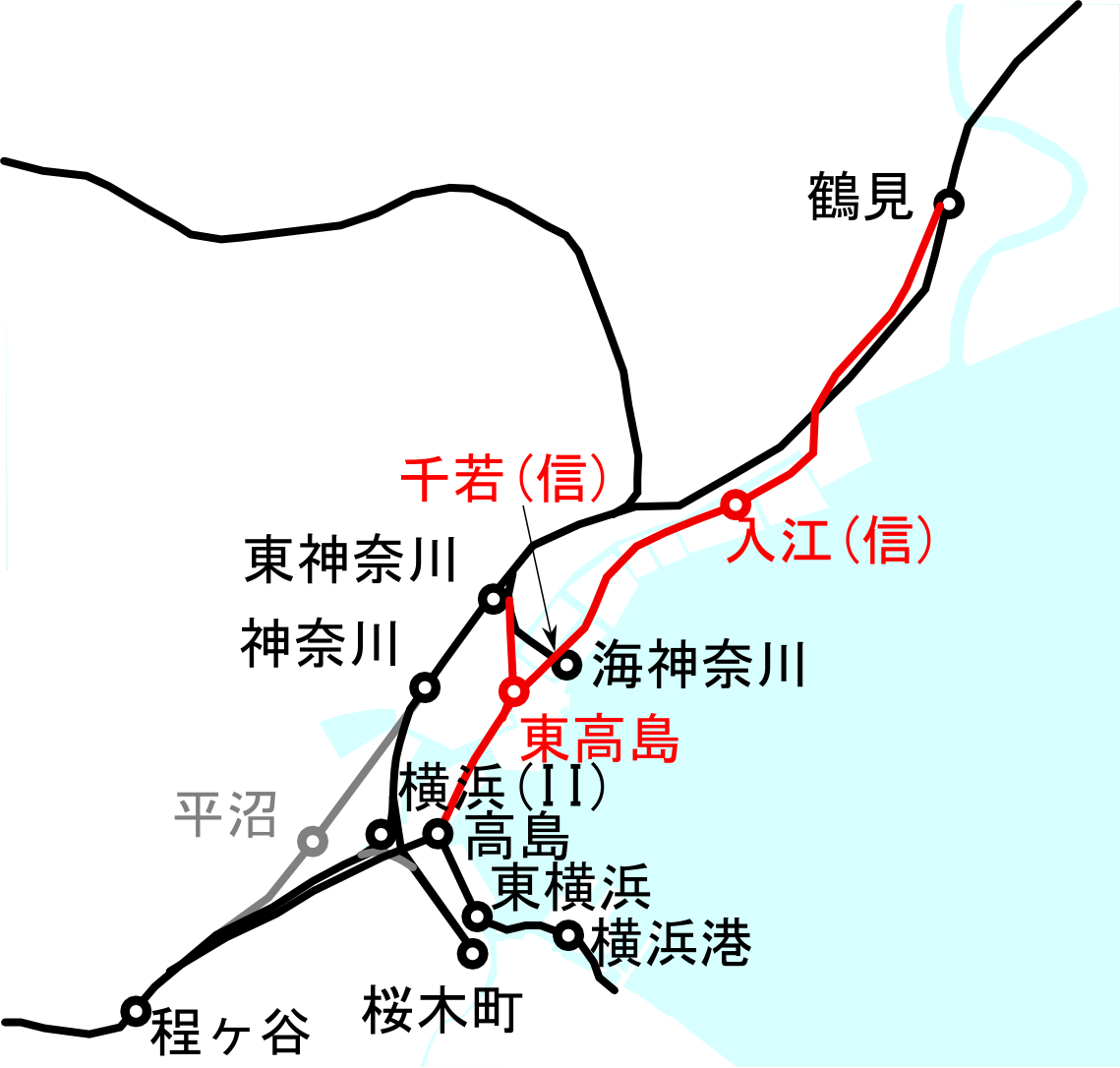
1924年頃の東横浜駅付近
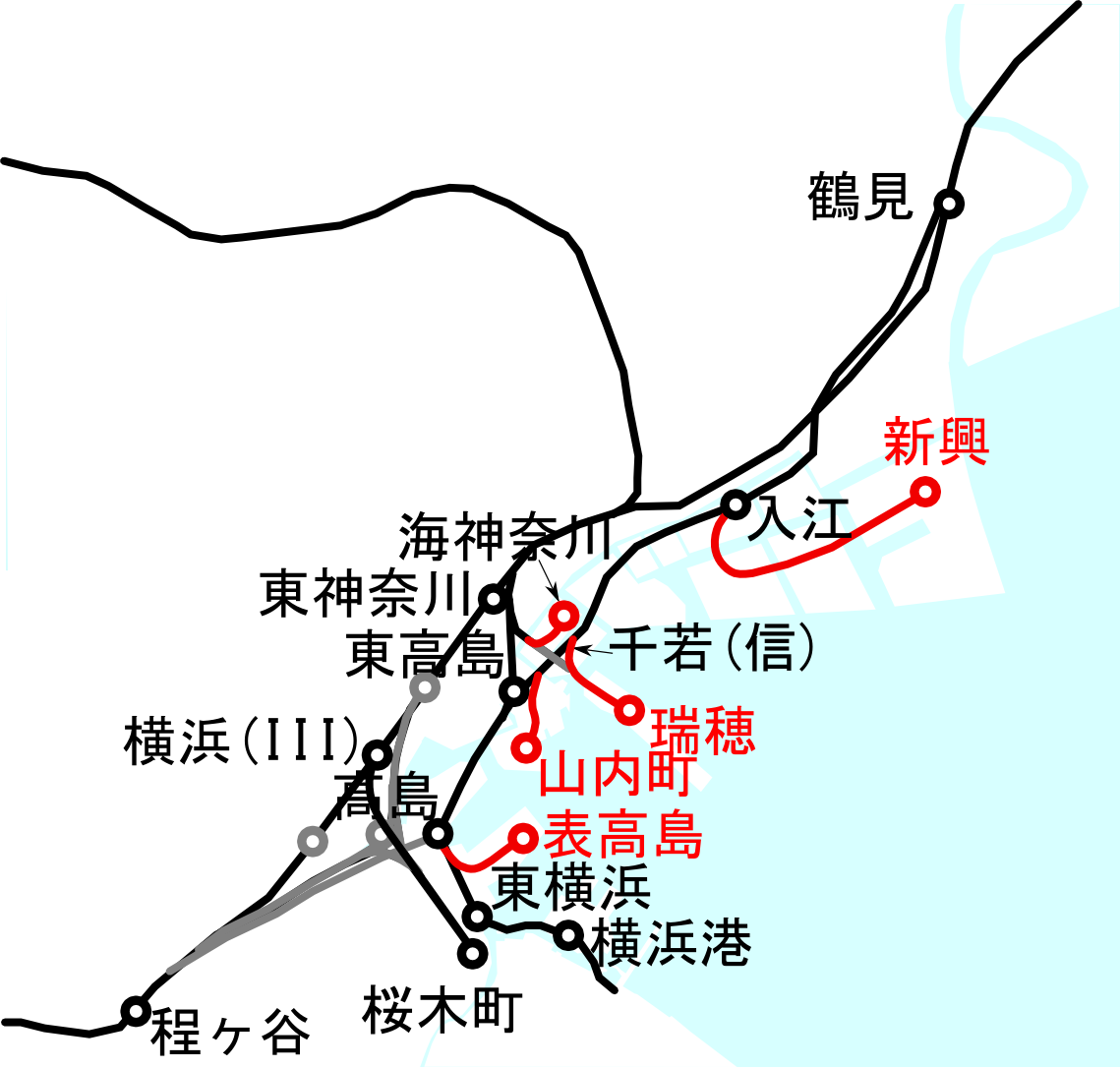
1935年頃の東横浜駅付近

### 年表
- 1915年（大正4年）12月30日：桜木町駅高架化工事着工により、同駅の貨物取扱業務を分離する形で開業。貨物営業のみの貨物駅[10]。
- 1923年（大正12年）9月1日：関東大震災で大きな被害を受ける。
- 1928年（昭和3年）3月31日：生糸検査所（現・農林水産消費安全技術センター）裏までの引き込み線が開通[11]。
- 1952年（昭和27年）10月17日：当駅と汐留駅の間に鉄道創業80年記念列車「一声号」が、5500形蒸機牽引で運行される[12]。
- 1953年（昭和28年）9月1日：横浜税関東横浜駅出張所が廃止される[13]。
- 1962年（昭和37年）1月30日：高島 - 東横浜間単線化。
- 1972年（昭和47年）10月14・15日：当駅と汐留駅の間に「鉄道100年記念号」が、C57形蒸機牽引で運行される。
- 1974年（昭和49年）10月1日：荷貨一元化により荷物取扱を開始。営業範囲が小荷物および車扱貨物となる[14]。一般駅となる。
- 1978年（昭和53年）10月2日：荷物取扱を廃止。営業範囲が「車扱貨物」となる[15]。再び貨物駅となる。
- 1979年（昭和54年）10月1日：同日に開業した横浜羽沢駅に取って代わられる形で、貨物取扱を廃止。信号場に格下げ[16]。東横浜信号場となる。
- 1981年（昭和56年）
  - 1月29日：東横浜信号場 - 横浜港間単線化。
  - 1月30日：東横浜信号場廃止。
- 1982年（昭和57年）7月25日 - 8月31日：跡地で中国鉄道展を開催[17]。

## 駅構造
桜木町への電車の高架線と大岡川に挟まれた、東西約200 m、南北350 mほどの敷地に設置されていた。横浜桜木郵便局の裏手にあたり、弁天橋のたもと付近に構内への入口があった。1959年時点では5本の貨物ホームがあり、第一ホームが約100 m、第2ホームが約200 m、第3ホームが約160 m、第4ホームが約180 m、第5ホームが約135 mであった。これらのプラットホームは片側に線路があり、もう片側は通路となっていた。この通路は石畳になっていたという。この他に側線があり、また駅の北東側で横浜港駅へ通じる線路が伸びていた。

## 利用状況
| 年度   | 年間貨物取扱量 | 年間貨物取扱量 |
| 年度   | 発送（千トン） | 到着（千トン） |
| ------ | -------------- | -------------- |
| 1966年 | 210            | 176            |
| 1967年 | 208            | 179            |
| 1968年 | 195            | 174            |
| 1969年 | 188            | 162            |
| 1970年 | 151            | 139            |
| 1971年 | 100            | 118            |
| 1972年 | 72             | 79             |
| 1973年 | 57             | 58             |
| 1974年 | 45             | 45             |
| 1975年 | 27             | 19             |
| 1976年 | 32             | 17             |
| 1977年 | 19             | 12             |
| 1978年 | 20             | 12             |
| 1979年 | 12             | 5              |

## 隣の駅
日本国有鉄道
東海道本線貨物支線（横浜臨港線）
高島駅 - 東横浜駅 - 横浜港駅

### 書籍
- 長谷川弘和『横浜の鉄道物語』（初版）JTBパブリッシング、2004年11月1日。ISBN 4-533-05622-9。
- 河原匡喜『連合軍専用列車の時代』（第2刷）光人社、2000年6月8日。ISBN 4-7698-0954-9。
- 野田正穂・原田勝正・青木栄一・老川慶喜 編『神奈川の鉄道 1872-1996』（第1版）日本経済評論社、1996年9月10日。ISBN 4-8188-0830-X。
- 横浜市港湾局 編『横浜港臨港鉄道調査』横浜市港湾局、1983年。

### 雑誌記事・論文
- 長谷川弘和「横浜臨港線の軌跡」『レイル』第27号、エリエイ出版部プレス・アイゼンバーン、1990年4月23日、13 - 30頁。